# ロックンロール・エクスプレス
ザ・ロックンロール・エクスプレス（The Rock 'n' Roll Express）は、プロレスラーのリッキー・モートンとロバート・ギブソンによって結成されたプロレスのタッグチームである。1980年代を絶頂期に活躍したアイドル系タッグチームの代表的存在であり、ティーンエイジャーの少女たちから熱狂的な人気を獲得した。
後進のタッグチームにも多大な影響を与え、ショーン・マイケルズとマーティ・ジャネッティのザ・ロッカーズをはじめ、数々のフォロワーやイミテーションを生み出した。

## メンバー
- リッキー・モートン（Ricky Morton）
- ロバート・ギブソン（Robert Gibson）

両選手ともレスラーとしては小柄で軽量だったものの、機動力を活かした空中技と合体攻撃を武器に、大型のタッグチームとも好勝負を繰り広げた。なお、モートンとリッキー・フジが1997年にFMWでニュー・ロックンロール・エクスプレスを、ギブソンとマーティ・ジャネッティが2004年にIWAジャパンでロックン・ロッカーズを一時的に結成しており、モートンの従兄弟のトッド・モートンも含め、彼らがサブメンバーとしてカウントされる場合もある。

## 来歴

### ミッドサウス時代
1983年、当時テネシー州メンフィスのCWAにてアイドル人気を博していたファビュラス・ワンズ（スティーブ・カーン&スタン・レーン）に次ぐ第2のチームとして、CWAブッカーのジェリー・ローラーの発案によって結成された。モートンとギブソンは1970年代末からCWAで活動しており、結成以前の1981年にはトミー・リッチ&ビル・ダンディーからCWA世界タッグ王座を奪取したこともある。
本格的なタッグ結成にあたり、チーム名はリッキー&ロバートの頭文字 "R&R" と音楽の"Rock & Roll" のダブルミーニングからロックンロール・エクスプレスと名付けられ、グラム・メタル系のコスチュームと空中戦主体のスピーディーな試合スタイルをセールスポイントに売り出された。CWAではランディ・サベージとラニー・ポッフォの兄弟チームやジミー・ハート率いるブルーズ・ブラザーズ（ポークチョップ・キャッシュ&トロイ・グラハム）、覆面タッグチームのザ・グラップラーズ（レン・デントン&トニー・アンソニー）などと抗争。AWA南部タッグ王座も2回獲得したが、先達のファビュラス・ワンズが健在だったこともあり、大きな活躍を果たすには至らなかった。
1984年、ミッドサウス地区の団体間における選手トレードにより、ビル・ワットの主宰するルイジアナのMSWAに移籍。同じくCWAからトレードされたボビー・イートンとデニス・コンドリーのミッドナイト・エクスプレスとのミッドサウス・タッグ王座を巡る抗争劇が人気を呼び、新世代のタッグチームとして注目を集めることになる。MSWAではテッド・デビアス、スティーブ・ウィリアムス、ヘラクレス・ヘルナンデスの大型ユニットともミッドサウス・タッグ王座を争った。

### ジム・クロケット・プロモーションズ

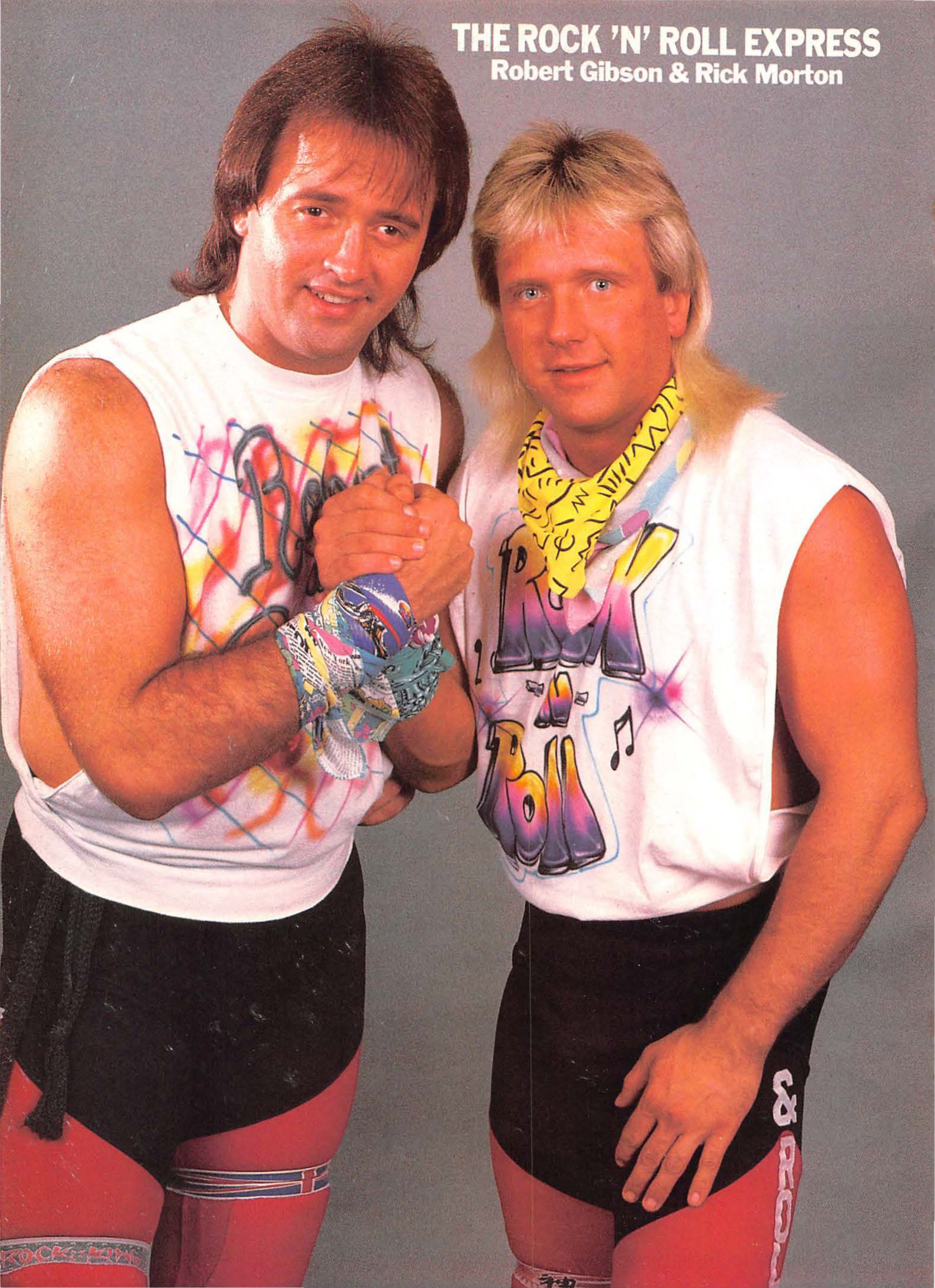
ギブソン（左）&モートン（右）
（1987年）

1985年下期より、ジム・クロケット・ジュニアの運営するNWAミッドアトランティック地区（ジム・クロケット・プロモーションズ）に移籍。7月9日のノースカロライナ州シェルビーにおけるデビュー戦でイワン・コロフ&クラッシャー・クルスチェフを破り、参戦早々にNWA世界タッグ王座を獲得。以降、同地区のタッグマッチ戦線においてロード・ウォリアーズと並ぶベビーフェイス陣営の要となる。主に男性層の人気を集めていたウォリアーズに対し、女性や子供の観客からの絶大な支持に支えられ、1986年には専門誌『プロレスリング・イラストレーテッド』の "Tag Team of the Year" を受賞するなど、1980年代を代表するデュオとして成功を掴んだ。
年間最大のイベントである『スターケード』には1985年の第3回大会から3年連続で出場し、ザ・ラシアンズ（イワン&ニキタ・コロフ）、ミネソタ・レッキング・クルー（オレイ&アーン・アンダーソン）、そして因縁のミッドナイト・エクスプレスと激闘を展開。リック・フレアー率いるフォー・ホースメンとも抗争し、それぞれフレアーのNWA世界ヘビー級王座に挑戦している。
1987年4月に開催されたタッグチーム・トーナメント "Crockett Cup" では、日本から遠征してきたジャイアント馬場と高木功のチームと準々決勝で対戦。翌1988年5月には、全日本プロレスの『スーパー・パワー・シリーズ』前半戦への特別参加で初来日が実現。初戦の土浦市大会ではタイガーマスク&仲野信市から勝利を収めた。同年秋の『ジャイアント・シリーズ』への再来日では、シリーズ最終戦の10月28日に横浜文化体育館において、サムソン冬木と川田利明のフットルースが保持していたアジアタッグ王座に挑戦した。

### 末期AWA〜初期WCW
1988年にジム・クロケット・プロモーションズを離脱し、フリーランサーとなって末期のAWAに出場。ナスティ・ボーイズ（ブライアン・ノッブス&ジェリー・サッグス）やバッド・カンパニー（ポール・ダイヤモンド&パット・タナカ）と対戦した。1989年2月12日には、カンザスシティのWWAが全日本プロレスと合同で開催したイベント "International Bash" に参加、ブリティッシュ・ブルドッグス（ダイナマイト・キッド&デイビーボーイ・スミス）とのドリームマッチが行われた。
その後は古巣のCWAを経て1990年、テッド・ターナーのクロケット・プロ買収により発足した初期のWCWに登場。ファビュラス・フリーバーズ（マイケル・ヘイズ&ジミー・ガービン）やドゥーム（ブッチ・リード&ロン・シモンズ）と対戦したが、当時のWCWはリックとスコットのスタイナー・ブラザーズなど新しいベビーフェイスのチームが台頭しており、ロックンロール・エクスプレスはミッドカードに降格。ギブソンは一時戦線を離脱し、モートンはトミー・リッチやダスティン・ローデスと新コンビを組むが、1991年6月よりヒールに転向し、女性マネージャーのアレキサンドラ・ヨーク率いるヨーク・ファウンデーションに加入。復帰したギブソンとの因縁の対決をスタートさせた。

### SMW〜USWA
WCW離脱後の1992年、ジム・コルネットが設立したテネシー州ノックスビルのスモーキー・マウンテン・レスリング（SMW）にてチームを再結成。スタン・レーンとトム・プリチャードのヘブンリー・ボディーズとSMWタッグ王座を巡る抗争を繰り広げた。1993年11月24日には、当時SMWと提携していたWWFのサバイバー・シリーズ1993にゲスト出場し、第2期ヘブンリー・ボディーズ（プリチャード&ジミー・デル・レイ）と王座戦を行っている。SMWタッグ王座には1994年末まで10回に渡って戴冠しており、挑戦者チームには後にECWで活躍するニュー・ジャックとムスタファ・サイードのギャングスターズや、アル・スノーとユナボムのダイナミック・デュオなどがいた。
また、1994年から1995年にかけてはSMWでの活動と並行して、CWAの後継団体であるUSWAにも参戦。ブルーズ・ブラザーズ、ザ・ムーンドッグス、PG-13（J・C・アイス&ウルフィー・D）などのチームとUSWA世界タッグ王座を争い、1995年4月11日に行われた復活版NWA世界タッグ王座の争奪トーナメントでは、決勝でディック・マードック&ランディ・ローズを破りチャンピオン・チームとなっている。1996年5月にはFMWに来日、彼らの影響下にあったリッキー・フジともトリオを組んだ。

### WWF〜解散
1996年はWCWに復帰したがジョバーのポジションに甘んじ、1998年1月よりWWFに登場。当時WWFのブッカーを担当していたコルネットの「NWA対WWF」というアングルのもと、ジェフ・ジャレットやバリー・ウインダムとヒールのユニットを結成、NWA世界タッグ王座の防衛戦も行った。
このアングルは不発に終わり、フェイスターンしてボンバスティック・ボブ&ボディシャス・バートのニュー・ミッドナイト・エクスプレスと抗争するも観客の反応は鈍く、5月いっぱいでWWFを離脱。その後はWCWへの単発出場を経てコンビを一旦解消し、以降はフリーランスのシングル・プレイヤーとして各々活動した。

### リユニオン
2000年代に入ってモートンとギブソンはロックンロール・エクスプレスを再結成しており、2003年にはTNAに登場。2004年からは本格的にリユニオン・ツアーを開始し、各地のインディー団体に出場している。2005年1月29日の "WrestleReunion" では、同じく往年のアイドル系タッグチームだったザ・ファンタスティックス（ボビー・フルトン&トミー・ロジャース）とカルテットを組み、双方にとっての宿敵ミッドナイト・エクスプレス（コンドリー、イートン、レーン）と対戦した。2008年6月7日にジョージア州アトランタで行われた "NWA Anniversary Show" では、モートン&ギブソン対コンドリー&イートンという1980年代の黄金カードが再現された。

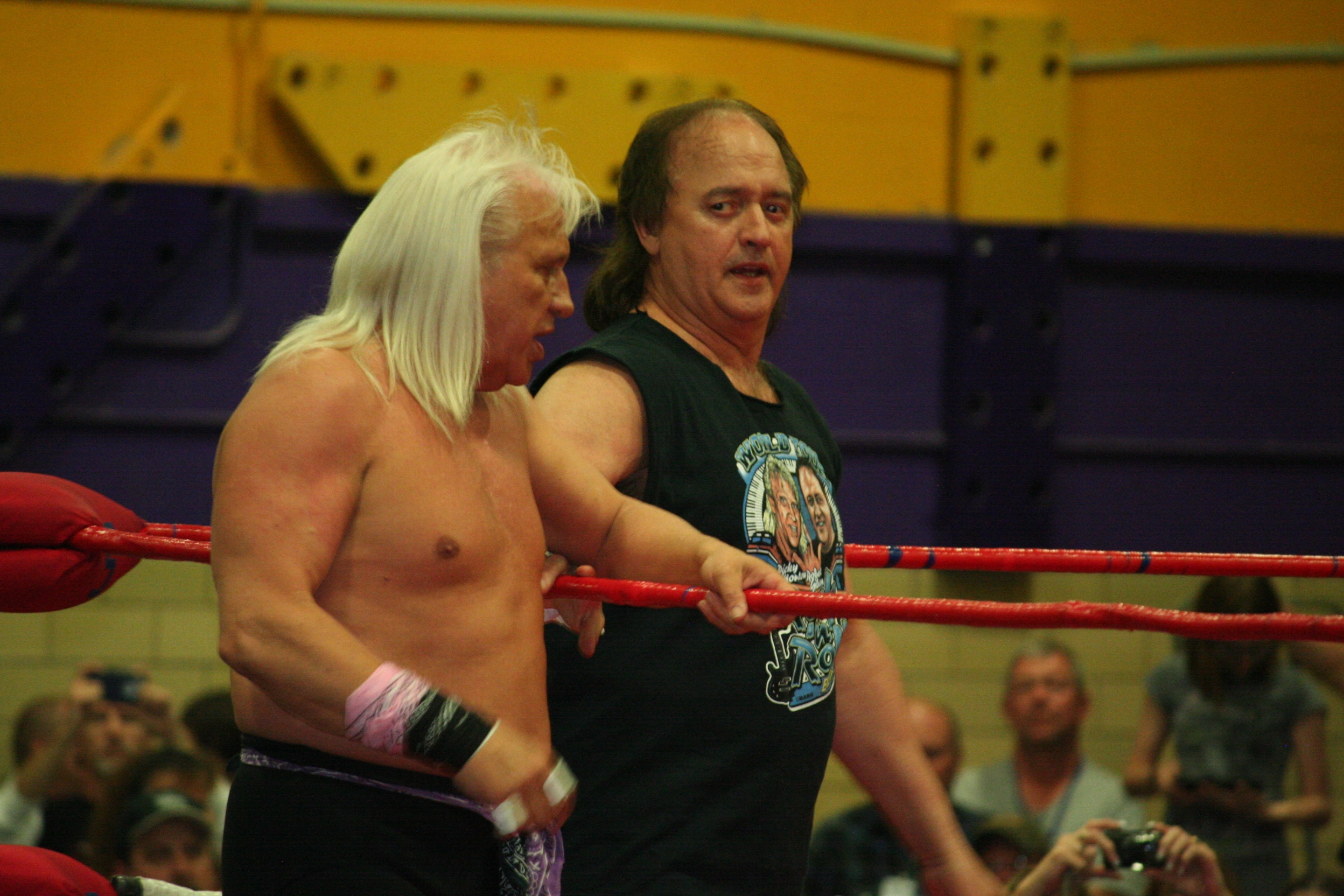
モートン（左）&ギブソン（右）
（2012年）

それぞれセミリタイアの状態ながら、2010年代も精力的にリングに上がっており、2010年4月10日には、かつて主戦場としていたクロケット・プロのブランドネームと同名義のインディー団体 "Mid-Atlantic Championship Wrestling" において、バフ・バグウェル&リッキー・ネルソンからタッグ王座を奪取している。2013年8月3日にはトリビュート・イベントの "Mid-Atlantic Wrestling Legends Fanfest" に出場し、ディーロ・ブラウン&ルーク・ギャローズに勝利。2015年1月10日にはサウスカロライナのビッグタイム・レスリングにて、NWA時代の盟友リッキー・スティムボートとジミー・バリアントをセコンドに迎え、ローズ&プリチャード（セコンドはコルネット&イートン）を下した。
2017年2月、WWE殿堂に迎えられることが発表された。3月31日にフロリダ州オーランドのアムウェイ・センターで行われた殿堂入り式典では、コルネットがインダクターを務めた。

## 合体攻撃
- ダブル・ドロップキック
- ダブル・バック・エルボー
- ドロップ・トー・ホールド＋エルボー・ドロップ

## 獲得タイトル
コンチネンタル・レスリング・アソシエーション
- AWA南部タッグ王座：2回[4]
- CWAタッグ王座：1回[28]
- CWA世界タッグ王座：1回[2]

ミッドサウス・レスリング・アソシエーション
- ミッドサウス・タッグ王座：3回[6]

ミッドアトランティック・チャンピオンシップ・レスリング
- NWA世界タッグ王座（ミッドアトランティック版）：4回[9]

スモーキー・マウンテン・レスリング
- SMWタッグ王座：10回[17]

ユナイテッド・ステーツ・レスリング・アソシエーション
- USWA世界タッグ王座：2回[18]

ナショナル・レスリング・アライアンス
- NWA世界タッグ王座（復活版）：4回[19]
- NWA殿堂：2006年度[29]

ミッドアトランティック・チャンピオンシップ・レスリング（インディー）
- MACWタッグ王座：1回[2]

トラディショナル・チャンピオンシップ・レスリング
- TCWタッグ王座：1回[2]

ワールド・レスリング・エンターテインメント
- WWE殿堂：2017年度[26]

## 影響下のタッグチーム
- ミッドナイト・ロッカーズ（マーティ・ジャネッティ&ショーン・マイケルズ）[30]
- サザン・ロッカーズ（スティーブ・ドール&レックス・キング）[31]
- ロックンロールRPMs（トミー・レーン&マイク・デービス）[32]
- ダイナミック・デューズ（ジョニー・エース&シェーン・ダグラス）[33]